# Жалтирколь (Аулієкольський район)
Жалтирко́ль (каз. Жалтыркөл) — село у складі Аулієкольського району Костанайської області Казахстану. Входить до складу Москалевського сільського округу.
Населення — 39 осіб (2021; 205 у 2009, 288 у 1999, 309 у 1989).